# 皇室祭祀令
| 宮中祭祀の主要祭儀一覧             |
| 四方拝・歳旦祭                     |
| 元始祭                             |
| 奏事始                             |
| 昭和天皇祭（先帝祭）               |
| 孝明天皇例祭（先帝以前三代の例祭） |
| 祈年祭                             |
| 天長祭（天長節祭）                 |
| 春季皇霊祭・春季神殿祭             |
| 神武天皇祭・皇霊殿御神楽           |
| 香淳皇后例祭（先后の例祭）         |
| 節折・大祓                         |
| 明治天皇例祭（先帝以前三代の例祭） |
| 秋季皇霊祭・秋季神殿祭             |
| 神嘗祭                             |
| 新嘗祭                             |
| 賢所御神楽                         |
| 大正天皇例祭（先帝以前三代の例祭） |
| 節折・大祓                         |

皇室祭祀令（こうしつさいしれい）は、皇室の祭祀に関する法令である。明治41年皇室令第1号。皇室令及附屬法令廢止ノ件（昭和22年皇室令第12号）により、1947年（昭和22年）5月2日廃止。廃止後も宮中祭祀は、皇室祭祀令に準じて行われている。

## 概要
第一章を総則、第二章を大祭、第三章を小祭とする。
祭式は令の附式とし、第一篇を大祭式、第二篇を小祭式とする。
式年の期は崩御の日より3年・5年・10年・20年・30年・40年・50年・100年・以降毎100年と第10条で規定される。このほか喪の場合の祭祀（4、5条）、斎戒に関すること（6条）、陵墓および官国幣社奉幣に関すること（7、23条）、大小各祭の賢所、皇霊殿、神殿その他における別（12、13、14、15、16、18、23、24、25条）などが規定される。

### 大祭
大祭は天皇が皇族および官僚を率いて親ら（みずから）祭典を行う祭祀（天皇親祭）、またはこれに準じて行われる祭祀で、3日間の潔斎、最高儀服の着用、出御の場合には剣璽の奉戴がある。
- 元始祭 - 1月3日
- 紀元節祭 - 2月11日
- 春季皇霊祭 - 春分日
- 春季神殿祭 - 春分日
- 神武天皇祭 - 4月3日
- 秋季皇霊祭 - 秋分日
- 秋季神殿祭 - 秋分日
- 神嘗祭 - 10月17日
- 新嘗祭 - 11月23日より24日に亘る
- 先帝祭 - 毎年崩御日に相当する日
- 先帝以前三代の式年祭 - 崩御日に相当する日
- 先后の式年祭 - 崩御日に相当する日
- 皇妣たる皇后の式年祭 - 崩御日に相当する日

このほかに皇室または国家の大事を神宮、賢所、皇霊殿、神殿、神武天皇山陵、先帝山陵に親告のとき、神宮の造営によって新宮に奉遷の時、賢所、皇霊殿、神殿の造営によって本殿または仮殿に奉遷の時、天皇、太后皇太后、皇太后の霊代を皇霊殿に奉遷の時は大祭に準じて行なわれる。

### 小祭
小祭は天皇が皇族および官僚を率いて親ら拝礼し、掌典長が祭典を行う祭祀、またはこれに準じて行なわれる祭祀で、当日の潔斎、最高儀服の着用、出御の場合には剣璽の奉戴がある。
- 歳旦祭 - 1月1日
- 祈年祭 - 2月17日
- 賢所御神楽 - 12月中旬
- 天長節祭 - 毎年天皇の誕生日に相当する日
- 先帝以前三代の例祭 - 毎年崩御日に相当する日
- 先后の例祭 - 毎年崩御日に相当する日
- 皇妣たる皇后の例祭 - 毎年崩御日に相当する日
- 綏靖天皇以下先帝以前四代に至る歴代天皇の式年祭 - 崩御日に相当する日

このほかに皇后、皇太子、皇太子妃、皇太孫、皇太孫妃、親王、親王妃、内親王、王、王妃、女王の霊代を皇霊殿に遷するときは、小祭に準じて行なわれる。